# 속초중학교 축구부
속초중학교 축구부는 강원도 속초시에 위치한 속초중학교의 축구부이다. 속초중학교가 운영하는 축구부로 1957년에 창단 하였다.

## 역사
1957년 창단 후 재 창단의 과정을 가진 속초중학교의 축구부는 선수 부족 등으로 도내에서 좋은 성적을 거두지 못 하고 비교적 약팀으로 평가 받았다. 이후 모교 출신인 현재의 심민석 감독이 부임한 후 부족한 선수 수를 채우기 위해서 타 지역에까지 가서 선수를 모았고, 이후 조금씩 대회에서의 성과를 거두기 시작하며 현재는 중학교 축구부 강팀 중 하나로 자리 잡았다.